# A형 간염
A형 간염(A型肝炎, hepatitis A)은 A형 간염바이러스(hepatitis A virus, HAV)의 감염에 의한 급성 간염 질환이다. 대부분, 특히 젊은 사람들의 경우 증상이 거의 없거나 아예 나타나지 않는다. 감염 후 증상이 나타나기까지 걸리는 시간은 2~6주 사이이다. 구역질, 구토, 설사, 황달, 발열, 복통 등의 증상이 8주 간 지속되며 다른 바이러스성 간염들과 유사한 증상을 보인다. 약 10-15%의 환자가 첫 증상이 나고서 약 6개월 후에 다시 증상을 느낀다고 한다. 급성 간부전이 낮은 빈도로 발생하기도 하고, 나이가 많으면 좀 더 많이 발생하기도 한다.

## 감염 원인
식수나 식품을 매개로 하거나, 대변-구강 경로, 혈액(주사기 공동사용, 수혈) 등을 통해 감염된다. 잘 익히지 않은 조개류를 통해 자주 발생한다. A형 간염에 감염된 사람들과 밀접 접촉을 통해서 발병하기도 한다.

## 진단
소아의 경우 감염이 되어도 무증상(6세 이하에서 약 50%가 무증상)이 될 수 있는데 무증상 기간에도 전염이 가능하다. 감염자의 연령이 높아질수록 황달 등 바이러스 간염의 임상 증상 발현율이 높아지고 심해지는 경향이 있다. 다른 병들과 나타나는 증상이 유사하기 때문에 혈액 배양 검사 등을 실시한다.

## 간염의 종류와 치료
사람에게 영향을 끼치는 간염으로는 A형 간염, B형 간염, C형 간염, D형 간염, E형 간염의 다섯 가지 종류가 존재한다.
A형 간염 백신은 A형 간염 예방에 효과적이다. 여러 나라가 어린이들에게 접종을 권장하고 있다. 백신은 평생 단 1번만 접종하면 충분하다. 음식물을 잘 익혀 먹고, 손을 씻는 것이 좋은 예방법이다. 특별한 치료법은 알려지지 않았다. 우선 휴식을 취하는 것이 중요하고, 필요한 경우에 한하여 구역질이나 설사를 예방할 수 있는 약을 복용한다. 감염이 되었다고 해도 결국은 완치되며, 다른 간장 관련 질병을 유발하지 않는다. 급성 간부전이 발생하는 경우에는 간 이식을 통해서 치료할 수 있다.

## 세계 발병 현황
세계적으로 매년 1억 1,400만명 정도가 감염되는데, 그들 중 1,400만명 정도만 증상을 보인다. 상대적으로 비위생적인 지역이나 오염된 물을 마시는 지역에서 자주 발생한다. 후진국에서는 약 90%의 아이들이 10살이 되기 전에 감염되어 대부분 면역이 생긴다. 가끔 선진국에서 발병하기도 하는데, 아이들이 어려서 백신을 접종하지 않은 경우에 발생한다.
2015년에는 A형 감염으로 11,200명의 사망자가 발생했다. 간염의 위험성을 알리기 위해 매년 7월 28일에 세계 간염의 날이 제정되었다.